# Calcio Como 2007-2008
Questa voce raccoglie le informazioni riguardanti il Calcio Como nelle competizioni ufficiali della stagione 2007-2008.

## Competizioni ufficiali
Nella stagione 2007/08 il Como ha concorso in due competizioni ufficiali:
- Serie D: 1º classificato nel girone B, promosso in Seconda Divisione 2008/09.
- Coppa Italia di Serie D: vincitore.

## Divise e sponsor
| Casa | Trasferta | Terza divisa |

## Rosa
| N. |                   | Ruolo | Calciatore         |
| -- | ----------------- | ----- | ------------------ |
|    | Italia (bandiera) | P     | Alberto Frigerio   |
|    | Italia (bandiera) | P     | Eugenio Lamanna    |
|    | Italia (bandiera) | P     | Domenico Savinelli |
|    | Italia (bandiera) | D     | Fabio Adobati      |
|    | Italia (bandiera) | D     | Cesare Ambrosini   |
|    | Italia (bandiera) | D     | Patrizio Caso      |
|    | Italia (bandiera) | D     | Guido Gallovich    |
|    | Italia (bandiera) | D     | Fabio Gavazzi      |
|    | Italia (bandiera) | D     | Riccardo Idda      |
|    | Italia (bandiera) | D     | Vincenzo Ramundo   |
|    | Italia (bandiera) | D     | Roberto Rudi       |
|    | Italia (bandiera) | D     | Davide Sentinelli  |
|    | Italia (bandiera) | C     | Luca Bretti        |

| N. |                         | Ruolo | Calciatore             |
| -- | ----------------------- | ----- | ---------------------- |
|    | Italia (bandiera)       | C     | Giacomo De Martis      |
|    | Italia (bandiera)       | C     | Gianluca Greco         |
|    | Italia (bandiera)       | C     | Luca Guidetti          |
|    | Italia (bandiera)       | C     | Joseph Manzini         |
|    | Italia (bandiera)       | C     | Nicola Rais            |
|    | Italia (bandiera)       | C     | Stefano Salvi          |
|    | Italia (bandiera)       | C     | Marco Urgias           |
|    | Italia (bandiera)       | A     | Mauro Basilico         |
|    | Italia (bandiera)       | A     | Roberto Cau (capitano) |
|    | Italia (bandiera)       | A     | Massimiliano Farrugia  |
|    | RD del Congo (bandiera) | A     | Doris Salomo Fuakuputu |
|    | Italia (bandiera)       | A     | Marco Gasparri         |
|    | Italia (bandiera)       | A     | Manuel Perra           |

### Calciatori ceduti durante la stagione
| N. |                   | Ruolo | Calciatore                                       |
| -- | ----------------- | ----- | ------------------------------------------------ |
|    | Italia (bandiera) | D     | Andrea Cigagna (alla Solbiatese da ottobre 2007) |
|    | Italia (bandiera) | D     | Andrea Soncin (al Fanfulla da novembre 2007)     |
|    | Italia (bandiera) | A     | Jacopo Zenga (al Borgomanero da ottobre 2007)    |

## Staff tecnico e dirigenza
| Allenatore:            | Ninni Corda       |
| Allenatore in seconda: | Giovanni Scanu    |
| Allenatore portieri:   | Simone Braglia    |
| Medico sociale:        | Alberto Giughello |

| Presidente onorario: | Gianluca Zambrotta |
| Presidente:          | Vincenzo Angiuoni  |
| Vicepresidente:      | Antonio Di Bari    |

## Risultati

### Campionato Nazionale di Serie D

#### Andata
| Arbitro: | Pasqua (Tivoli) |

|                               |           |                           |
| Farrugia 42’, 87’ Manzini 52’ | Marcatori | 46’ Sasso 57’ Landriscina |

| Arbitro: | Aloisi (Avezzano) |

|            |           |                              |
| Ravasi 47’ | Marcatori | 28’ De Martis 84’ Sentinelli |

| Arbitro: | Intagliata (Siracusa) |

|              |           |  |
| Farrugia 63’ | Marcatori |  |

| Lodi 23 settembre 2007 14:30 4ª giornata | Fanfulla           | 0 – 0 | Como | Stadio Dossenina (1,000 spett.)\| Arbitro: \| Di Ciommo (Venosa) \| |
| Arbitro:                                 | Di Ciommo (Venosa) |       |      |                                                                     |

| Arbitro: | Colella (Perugia) |

|                           |           |                          |
| Sentinelli 82’ Bretti 85’ | Marcatori | 88’ Marzio 90+1’ Appella |

| Trezzo sull'Adda 7 ottobre 2007 14:30 6ª giornata | Tritium         | 0 – 0 | Como | Campo Sportivo Comunale, Trezzo sull'Adda (1,000 spett.)\| Arbitro: \| Taioli (Cesena) \| |
| Arbitro:                                          | Taioli (Cesena) |       |      |                                                                                           |

| Arbitro: | Benassi (Bologna) |

|  |           |                          |
|  | Marcatori | 43’ Mora 76’ (aut.) Idda |

| Arbitro: | D'Iasio (Bari) |

|             |           |               |
| Moretti 71’ | Marcatori | 42’ Fuakuputu |

| Arbitro: | Zeoli (Napoli) |

|                                                               |           |  |
| Sentinelli 13’ Fuakuputu 25’, 34’, 47’ Gasparri 45’ Perra 82’ | Marcatori |  |

| Arbitro: | Guidi (Pesaro) |

|           |           |               |
| Bassi 31’ | Marcatori | 90+4’ Ramundo |

| Arbitro: | Buttarelli (Ciampino) |

|                          |           |             |
| Fuakuputu 5’ Manzini 43’ | Marcatori | 2’ Guerrisi |

| Arbitro: | Cornero (Genova) |

|               |           |                     |
| Quarenghi 29’ | Marcatori | 27’ (rig.) Farrugia |

| Arbitro: | Grazioli (Lodi) |

|                                                 |           |                     |
| Fuakuputu 42’, 58’ De Martis 74’ Basilico 90+3’ | Marcatori | 85’ (rig.) Salandra |

| Arbitro: | Soricaro (Barletta) |

|            |           |                             |
| Amofah 66’ | Marcatori | 22’ Farrugia 48’ (rig.) Cau |

| Arbitro: | Gueli (Collegno) |

|                                  |           |  |
| Farrugia 4’ Basilico 20’ Cau 35’ | Marcatori |  |

| Arbitro: | Romani (Modena) |

|                   |           |  |
| Fuakuputu 1’, 77’ | Marcatori |  |

| Arbitro: | A. Merlino (Udine) |

|  |           |              |
|  | Marcatori | 74’ Farrugia |

#### Ritorno
| Arbitro: | Cisaria (Trento) |

|                       |           |                                          |
| Raneri 5’ Volontè 31’ | Marcatori | 57’ Basilico 76’ Ramundo 90+3’ De Martis |

| Arbitro: | Di Stefano (Alghero) |

|               |           |                |
| Fuakuputu 35’ | Marcatori | 85’ Rondinelli |

| Arbitro: | Gavillucci (Latina) |

|                     |           |                                 |
| Zenga 53’ Bovio 59’ | Marcatori | 17’ De Martis 24’, 76’ Basilico |

| Arbitro: | Spina (Acireale) |

|                           |           |  |
| Farrugia 6’ Fuakuputu 70’ | Marcatori |  |

| Arbitro: | Terzo (Palermo) |

|                          |           |               |
| Donghi 44’ Marsich 90+2’ | Marcatori | 11’ Fuakuputu |

| Arbitro: | Ceccarelli (Terni) |

|                              |           |  |
| Sentinelli 73’ De Martis 84’ | Marcatori |  |

| Carate Brianza 17 febbraio 2008 14:30 24ª giornata | Caratese       | 0 – 0 | Como | Stadio Comunale XXV Aprile (1,000 spett.)\| Arbitro: \| Guidi (Pesaro) \| |
| Arbitro:                                           | Guidi (Pesaro) |       |      |                                                                           |

| Arbitro: | La Penna (Roma) |

|                          |           |                                     |
| Farrugia 20’, 65’ (rig.) | Marcatori | 58’ (rig.) Tricarico 84’ Battaglino |

| Arbitro: | Moretti (Bari) |

|  |           |                     |
|  | Marcatori | 65’ Rais 71’ Bretti |

| Arbitro: | Dal Cin (Conegliano) |

|                                 |           |                         |
| Adobati 59’ Basilico 85’ (rig.) | Marcatori | 49’ Prandini 78’ Odelli |

| Arbitro: | Fiamingo (Pisa) |

|  |           |                                                                    |
|  | Marcatori | 19’ Farrugia 40’ Bretti 45+1’ (aut.) Maglie 64’ Rudi 61’ Fuakuputu |

| Arbitro: | Ferri (Faenza) |

|                       |           |  |
| Fuakuputu 42’ Cau 54’ | Marcatori |  |

| Arbitro: | Romani (Modena) |

|  |           |            |
|  | Marcatori | 51’ Bretti |

| Arbitro: | Bindoni (Venezia) |

|            |           |  |
| Bretti 35’ | Marcatori |  |

| Arbitro: | Intagliata (Siracusa) |

|  |           |                                         |
|  | Marcatori | 27’ Sentinelli 41’ Fuakuputu 57’ Bretti |

| Arbitro: | Zeoli (Napoli) |

|  |           |               |
|  | Marcatori | 64’ Fuakuputu |

| Arbitro: | D'Iasio (Bari) |

|                       |           |                       |
| Cau 47’ Fuakuputu 80’ | Marcatori | 12’ Damiano 85’ Sehic |